# كوني ويسينويسكي
كوني ويسينويسكي (بالإنجليزية: Connie Wisniewski)‏ هي لاعبة كرة قاعدة أمريكية، ولدت في 18 فبراير 1922 في ديترويت في الولايات المتحدة، وتوفيت في 4 مايو 1995 في سيمينول في الولايات المتحدة بسبب سرطان.